# 宇佐美道子
宇佐美 道子（うさみ みちこ）は、日本の漫画家。福島県出身。女性。生年月日非公表。血液型O型。趣味は野球鑑賞。
2003年、「ゴッドルーキー」が「小学館新人コミック大賞」の大賞を受賞し、『週刊少年サンデー』（小学館）本誌に掲載される。2007年よりウェブコミック配信サイト『FlexComixブラッド』（フレックスコミックス）において早見裕司原作の小説『メイド刑事』のコミカライズ版を連載、翌2008年掲載誌を『FlexComixネクスト』（フレックスコミックス）に移し同年完結する。2009年より『ファミ通コミッククリア』（エンターブレイン）において、幽霊の見える高校生と幼馴染や幽霊たちとの交流を描く「ハートフルコメディ」作品である『でれすけ!』を連載。

## 作品リスト

### 漫画作品
- ゴッドルーキー（2003年） - 小学館新人コミック大賞大賞受賞作。
- メイド刑事（原作：早見裕司、2008年 - 2009年、FlexComixブラッド→FlexComixネクスト、フレックスコミックス） - 単行本全3巻。
- でれすけ!（2009年 - 2011年、ファミ通コミッククリア、エンターブレイン） - 単行本既刊2巻[1]。